# Ametralladora Besal
La Besal, cuya deisgnación oficial era Gun, Light, Machine, Faulkner, .303-inch, era una ametralladora ligera británica. 

## Historia y desarrollo
Fue diseñada por Henry Faulkner en la Birmingham Small Arms, que también fabricaba la ametralladora Besa.
El arma fue ideada como una alternativa a la Bren, siendo más ligera, sencilla, barata y fácil de fabricar, por lo cual no dependía de la Royal Small Arms Factory de Enfield, que estaba dentro del alcance de los bombarderos alemanes. Cuando la amenaza al suministro de las Bren cesó, ya no fue considerada necesaria.